# Madame Doubtfire (pièce de théâtre)
Pour l’article homonyme, voir Madame Doubtfire.
Madame Doubtfire est une pièce de théâtre écrite par Albert Algoud et mise en scène par Daniel Roussel en 2003. Il s'est inspiré du roman d'Anne Fine et du film homonyme Madame Doubtfire.
À noter que Miranda a été jouée par Caroline Tresca et par Josy Bernard en alternance.

## Acteurs
- Michel Leeb : Alex Marjac et Iphigénie Doubtfire
- Josy Bernard : Miranda Marjac, anciennement Dumboury
- Caroline Tresca : Miranda en alternance avec Josy Bernard.
- Francis Lemaire : Arthur Dumboury, le père de Miranda
- Jordy Serras : Antoine Castroll
- Rachel Arditi : Charlotte Marjac
- Tom Leeb : Adrien Marjac
- Maylis Merchet : Léa Marjac